# Erythroxylum squamatum
Erythroxylum squamatum är en tvåhjärtbladig växtart som beskrevs av Olof Swartz. Erythroxylum squamatum ingår i släktet Erythroxylum och familjen Erythroxylaceae. Inga underarter finns listade i Catalogue of Life.